# Trixie Belden
Trixie Belden ist eine 39-teilige Abenteuerserie über eine 13-jährige Detektivin dieses Namens, die zwischen
1948 und 1986 geschrieben wurde. In den USA sowie auch in anderen Ländern hatte die Buchreihe großen Erfolg und wurde in zahlreiche Sprachen übersetzt. In Deutschland erschien die Serie auch als Hörspiel. Bis heute gilt Trixie Belden als eine der erfolgreichsten Kinder- und Jugendbuchserien der Welt.

## Entstehung
Die Figur der Trixie Belden wurde von der US-amerikanischen Autorin Julie Campbell, die 1908 in Flushing (New York) geboren wurde, erdacht. Allerdings schrieb die Autorin nicht alle 39 Bände, sondern nur die Bände 1 bis 6. Danach wurde die Serie unter dem Pseudonym Kathryn Kenny weitergeführt und von mehreren Ghostwritern verfasst, da Campbell die Serie nicht mehr fortführte und dem Verlag die Genehmigung dazu erteilte. Allerdings behielt sie sich die Rechte an den Charakteren vor.
In Deutschland sind nur 22 Trixie-Belden-Bände im Franz Schneider Verlag erschienen, und das in unregelmäßiger Reihenfolge entgegen den englischen Ausgaben. Der letzte Band Trixie Belden – Umweltsündern auf der Spur erschien 1986, da der Franz Schneider Verlag vom Egmont Verlag aufgekauft wurde, der die Serie nicht fortsetzte.

## Beschreibung
Trixie, Klaus, Martin, Uli, Dinah, Brigitte und Dan gehören einem Club an, der sich  „Die Rotkehlchen“ nennt und sich zur Aufgabe gemacht hat, anderen Menschen zu helfen oder Geld für wohltätige Einrichtungen zu sammeln. Nebenbei löst der Club die rätselhaftesten Fälle, die meist von Trixie entdeckt und auch gelöst werden.
Trixie und ihre beste Freundin Brigitte wollen später eine eigene Detektivagentur, die „Belden-Willer-Detektivagentur“ gründen.

## Handlungsorte USA / Deutschland
In den Originalausgaben leben Trixie Belden und die übrigen Charaktere in Sleepyside am Hudson River, einem fiktiven Ort im US-Bundesstaat New York, den Julie Campbell schuf. Für den deutschen Markt wurde Sleepyside in das ebenfalls fiktive Lindenberg umbenannt und nach Deutschland verlegt. Die genaue Lage von Lindenberg variiert von Band zu Band. Es liegt nahe, dass diese Angaben eingedeutscht wurden, um die Leser im Kindesalter nicht mit schwierigen amerikanischen Namen und Orten zu verwirren, die schwer oder gar nicht aussprechbar sind.
Ähnliche Abänderungen von englischen Bezeichnungen und Namen in deutsche sind unter anderem in den Enid-Blyton-Serien Hanni und Nanni und Dolly erkennbar, die, wie die Trixie-Belden-Serie, im Franz-Schneider-Verlag erschienen sind.

## Personen
In Klammern stehen die Originalnamen der Figuren.
- Trixie Belden, lebhaftes Mädchen, das für sein Leben gern Detektiv spielt. Sie hat blonde Locken, blaue Augen und Sommersprossen. Ihr Charakter ist sehr lebhaft, und sie handelt meist, bevor sie überlegt. Gegen ihre Brüder muss sie sich täglich behaupten.
- Klaus Belden (Brian Belden), Trixies ältester Bruder. Er hat dunkle Haare und braune Augen, die er vom Vater (Peter Belden) geerbt hat. Er ist vernünftig und möchte später Arzt werden, was in den Büchern auch des Öfteren erwähnt wird.
- Martin Belden (Mart Belden), Trixies Bruder, der ihr Zwilling sein könnte, ist jedoch 11 Monate älter als sie. Er liebt es, Trixie mit hochgestochenen Reden und spitzen Bemerkungen zur Weißglut zu bringen, steht ihr aber in jeder Situation bei.
- Bobby Belden, Trixies sechsjähriger Bruder, der alles wissen will und auch seine kleinen Geheimnisse hat.
- Brigitte Willer (Honey Wheeler), Trixies beste Freundin und erste Partnerin in allen Fällen. Sie hat lange, dunkle Haare und kommt aus einer reichen Familie. Anfangs war sie schüchtern und dünn, doch nachdem sie Trixie kennengelernt hat, hat sich dies geändert.
- Uli Frank, (Jim Frayne) wurde von Brigittes Eltern adoptiert und ist Trixies heimlicher Schwarm. Seine Eltern sind tot, und er wurde bei einem Vormund groß, der ihn geschlagen und sehr schlecht behandelt hat. Eines Tages riss er einfach von zu Hause aus. Die Mädchen entdecken ihn zufällig im alten Landhaus. Er ist Alleinerbe eines Vermögens von 500 000 DM. Nach der Schule möchte er Lehrer werden und ein Heim / Internat für Waisenjungen eröffnen.
- Dinah Link (Diana „Di“ Lynch), neureiches hübsches Mädchen. Sie taucht erst in Band 4 auf, in dem Trixie deren falschen Onkel Tony (Original Uncle Monty) entlarvt. Sie ist ein wenig eitel und findet an jedem gutaussehenden Jungen Gefallen. Sie hat noch zwei Geschwister (Zwillinge).
- Dan Mangan, taucht in Band 8 auf. Er ist ein Junge mit krimineller Vergangenheit. Er hatte anfänglich seine Schwierigkeiten mit Trixie und ihren Freunden, rettete sie dann jedoch vor einer gefährlichen Wildkatze, was der Grundstein für ihre Freundschaft war. Obwohl er Mitglied im Rotkehlchen-Club ist, taucht er selten in den Büchern auf und ist nie dabei, wenn der ganze Club (in den deutschen Ausgaben) verreist.
- Reger (Bill Regan), ist der Pferdewirt von Familie Willer und der Onkel von Dan Mangan. Er mag den ganzen Rotkehlchen-Club sehr gern, kann aber sauer werden, wenn Trixie und Brigitte die Pferde vernachlässigen.
- Herr Lytell, ist ein griesgrämiger Ladenbesitzer in Lindenberg, der sich jedoch sehr für Fräulein Trasch interessiert.
- Fräulein Trasch (Miss Trask) war im Internat die Mathematiklehrerin von Brigitte und später ihre Erzieherin, sie arbeitet immer noch als Haushälterin für die Willers.
- Herr Maipfennig (Mr. Maypenny) ist der Wildhüter der Willers und lebt mit Dan Mangan in einer Hütte im Wald.
- Wachtmeister Weber ist der Polizist in Lindenberg. Er mag Trixie und ihren Club eigentlich, doch er kann recht ungemütlich werden, wenn er herausfindet, dass Trixie in gefährlichen Fällen ermittelt.

## Trixie Belden – Bearbeitung und Ausstattung der deutschen Bände

### Bearbeitung
Die Serie wurde für den deutschen Markt weitgehend eingedeutscht – sowohl die Namen der Protagonisten, als auch Handlungsorte und Namensbezeichnungen. Die Geschichten wurden so abgeändert, dass die amerikanische Herkunft nicht mehr ersichtlich ist. Hier wird (vor allem in den Bänden 6 und 10) nur beschrieben, dass die Figuren in die USA „reisen“, sie sich aber nicht in dem Land befinden.
In den ersten sechs Bänden wird ein nahtloser Übergang der Jahreszeiten und beim Alter der Protagonistin vom dreizehnten ins vierzehnte Lebensjahr beschrieben; bei den Nachfolgebänden werden solche Übergänge weitgehend weggelassen.
Bei der deutschen Bearbeitung und Übersetzung haben sich allerdings in einigen Bänden Fehler eingeschlichen, die nicht bedeutend sind, aber Kennern der Serie sofort auffallen.
So wurde beispielsweise in Band 11 „Trixie Belden entdeckt das Haus im Moor“ auf der letzten Seite beschrieben, dass die Protagonistin ihren fünfzehnten Geburtstag feiert.
Zitat Seite 142: „Es war eine freudestrahlende, aber müde Trixie, die am Abend ihres fünfzehnten Geburtstags ins Bett fiel.“
Im Nachfolgeband „Trixie Belden und der gefährliche Glücksbringer“ befindet sich die Protagonistin allerdings wieder im vierzehnten Lebensjahr; dieses Alter besteht auch in allen Nachfolgebänden fort.
Weitere Fehler finden sich in der Beschreibung der geografischen Lage von Lindenberg. So erklärt in Band 9 Trixies Onkel, dass er sich in der Lüneburger Heide befindet, in Band 13 hingegen wird erklärt, dass Lindenberg fast 2 Tagesreisen von Hamburg entfernt sei. Dementsprechend übernachten Trixie und ihre Freunde auf der Autofahrt dorthin in einem Motel. In Band 14 wird erklärt, dass Lindenberg in der Nähe von Heidelberg liege.
Der irische Setter von Familie Belden, der für die deutschen Ausgaben den Namen „Tobby“ erhalten hat, heißt in zwei der deutschen Ausgaben plötzlich „Reddy“, was wiederum den amerikanischen Originalausgaben entspricht.
Diese Fehler deuten auf eine schlechte Bearbeitung des Verlags hin, da die Serie große Erfolge hatte und somit der Verlag auf schnelle Veröffentlichungen gesetzt hat, um den Verkaufserfolg fortzuführen. Ein weiterer Grund könnten auch schlechte Verlagsrecherchen sein, da die deutsche Bandveröffentlichung mit der amerikanischen nicht übereinstimmt und für den deutschen Markt Zwischenbände weggefallen sind.
Dass Trixies Bruder Klaus und Uli mit 16 Jahren bereits den Führerschein besitzen und die anderen Clubmitglieder in eigenen Autos herumfahren, war für deutsche Verhältnisse in den 1970er und 1980er Jahren ebenfalls ungewöhnlich – und das ist es heute noch. In diesen Jahren gab es frühestens mit 18 den Führerschein. Hier wurde also frei aus dem Amerikanischen übersetzt, ohne sich darüber Gedanken zu machen, dass ein 16-jähriger Schüler in Deutschland unmöglich den PKW-Führerschein haben kann – heute ist dies frühestens mit 17 möglich. In den USA hingegen war schon damals der Führerschein mit 16 möglich. Das Alter beim Führerscheinerwerb ist ebenfalls ein Hinweis auf eine oberflächliche Bearbeitung.
Überdies entfielen bei der deutschen Übersetzung Teile der Handlung, so dass die deutschen Ausgaben um etwa ein Fünftel bis ein Viertel gekürzt sind. Handlungen in den amerikanischen Originalausgaben wurden für den deutschen Markt zum Teil  umgeschrieben oder verfremdet. Beim Vergleich von deutschsprachigem Text und amerikanischer Version ist eine deutliche Diskrepanz zur genauen und ungekürzten Übersetzung des Originaltextes feststellbar: Es ist eine ausführlichere und etwas andere Geschichte entstanden.
Auch wird in den deutschen Ausgaben die freundschaftliche Beziehung zwischen der Protagonistin und der Figur Uli (Jim Frayne) nicht so beschrieben, wie sie im Original eigentlich ist.

### Ausstattung
Alle Umschlagbilder wurden von Kajo Bierl angefertigt, die Innenillustrationen sind bis auf zwei Ausnahmen von Werner Heymann.
Im ersten Band „Trixie Belden und das Geheimnis des Landhauses“ stammen die Innenillustrationen von Bärbel Skarabela.
Für den zweiten Band „Trixie Belden auf der richtigen Spur“ zeichnet der Deckelbildillustrator Kajo Bierl die Innenillustrationen.
Für alle Ausgaben wurde ein festes Logo verwendet, das meist auch auf den Buchrücken zu finden war.
In allen Bänden wurde die Erfinderin Julie Campbell als Autorin angegeben, obwohl sie die Mehrheit der Bände nicht selbst geschrieben hat.
Für die Originalausgaben entschied sich der Verlag Western Publishing Company für das Pseudonym Kathryn Kenny.
In den Bänden 1 bis 6 wird Julie Campbell als Autorin angegeben, ab Band 7 Kathryn Kenny.

## Buchreihe

### Englisch
| - 01. The Secret Of The Mansion (1948) - 02. The Red Trailer Mystery (1950) - 03. The Gatehouse Mystery (1951) - 04. The Mysterious Visitor (1954) - 05. The Mystery Of Glenn Road (1956) - 06. The Mystery in Arizona (1958) - 07. The Mysterious Code (1961) - 08. The Black Jacket Mystery (1961) - 09. The Happy Valley Mystery (1962) - 10. The Marshland Mystery (1962) - 11. The Mystery At Bob-White Cave (1963) - 12. The Mystery Of The Blinking Eye (1963) - 13. The Mystery On Cobbet's Island (1964) - 14. The Mystery Of The Emeralds (1965) - 15. The Mystery On The Mississippi (1965) - 16. The Mystery Of The Missing Heiress (1970) - 17. The Mystery Of The Uninvited Guest (1977) - 18. The Mystery Of The Phantom Grasshopper (1977) - 19. The Secret Of The Unseen Treasure (1977) - 20. The Mystery Of Old Telegraph Road (1978) | - 21. The Mystery Of The Castaway Children (1978) - 22. The Mystery At Mead's Mountain (1978) - 23. The Mystery Of The Queen’s Necklace (1979) - 24. The Mystery At Saratoga (1979) - 25. The Sasquatch Mystery (1979) - 26. The Mystery Of the Headless Horseman (1979) - 27. The Mystery Of The Ghostly Galleon (1979) - 28. The Hudson River Mystery (1980) - 29. The Mystery Of The Velvet Gown (1980) - 30. The Mystery Of The Midnight Marauder (1980) - 31. The Mystery at Maypenny's (1980) - 32. The Mystery Of The Whispering Witch (1980) - 33. The Mystery Of The Vanishing Victim (1980) - 34. The Mystery Of The Missing Millionaire (1980) - 35. The Mystery Of The Memorial Day Fire (1984) - 36. The Mystery Of The Antique Doll (1984) - 37. The Pet Show Mystery (1985) - 38. The Indian Burial Ground Mystery (1985) - 39. The Mystery Of The Galopping Ghost (1986) |

Die Serie wurde in den USA von 2003 bis 2006 mit neuem Einband und neuer, moderner Coverillustration neu aufgelegt, wofür auch in Zeitungen geworben wurde. 2006 erschien der fünfzehnte und bisher letzte Band „Trixie Belden and the Mystery on the Mississippi“. Die Deckelbildillustrationen worden von Michael Koelsch angefertigt. Die Innenillustrationen, die aufgrund von Kleidung und Frisuren der Protagonisten, wegen der Fahrzeuge und Zimmereinrichtungen deutlich an die 1950er und 1960er Jahre erinnern, wurden von dem Illustrator Haris Petie angefertigt.
Warum die Serie nach dem fünfzehnten Band eingestellt wurde, ist bisher nicht veröffentlicht worden. Der Verlag Random House, New York, hat sich nicht zu weiteren Veröffentlichungen geäußert.
Der Verlag bietet zusätzlich zu den Neuauflagen einen offiziellen Trixie-Belden-Fanclub an. Die Leser werden auf der letzten Seite des Buches aufgefordert, sich im Internet für den Fanclub anzumelden. Mitglieder erhalten eine offizielle Trixie-Belden-Clubkarte. Dieser Service ist allerdings nur den amerikanischen Fans vorbehalten. Für Deutschland gilt dieser Service nicht.
Überdies können sich Fans von Trixie Belden für das jährliche Trixie-Belden-Camp anmelden, das jährlich an unterschiedlichen Orten stattfindet. Der Aufenthalt dort kostet ca. 375 US-Dollar. Kost, Logis und Aktivitäten sind im Preis enthalten, ebenso wie ein offizielles Trixie-Belden-Shirt.
Ein Aktivitätsplan und nähere Informationen können auf der Trixie-Belden-Homepage (nur englisch) abgerufen werden.

### Deutsch
| - 01. Trixie Belden und das Geheimnis des Landhauses - 02. Trixie Belden auf der richtigen Spur - 03. Trixie Belden löst das Rätsel - 04. Trixie Belden entlarvt den falschen Onkel - 05. Trixie Belden und das Geheimnis im Wald - 06. Trixie Belden und das Geheimnis in Arizona - 07. Trixie Belden rettet den Geheimklub - 08. Trixie Belden hat sich geirrt - 09. Trixie Belden verfolgt die Schafdiebe - 10. Trixie Belden sucht den weißen Geisterfisch - 11. Trixie Belden entdeckt das Haus im Moor | - 12. Trixie Belden und der gefährliche Glücksbringer - 13. Trixie Belden und das Geheimnis der Smaragdkette - 14. Trixie Belden und die verschwundene Erbin - 15. Trixie Belden und der ungebetene Gast - 16. Trixie Belden und der Fund im See - 17. Trixie Belden – Der Fall Heuschrecke - 18. Trixie Belden – Rätsel um ein grünes Auto - 19. Trixie Belden – Das geheimnisvolle Samtkleid - 20. Trixie Belden – Das Geheimnis des alten Buches - 21. Trixie Belden und das Geheimnis der flüsternden Stimmen - 22. Trixie Belden – Umweltsündern auf der Spur |

Außerdem ist noch das Buch Trixie Belden – Club-Buch für Detektive erschienen. In ihm findet man unter anderem Rätsel und Tipps für Detektive. Das Buch erschien 1985 im Franz-Schneider-Verlag.

## Hörspiele
Vom Label Europa wurden folgende Bände vertont, die Reihenfolge entspricht den deutschen Buch-Veröffentlichungen:
1. Trixie Belden und das Geheimnis des Landhauses
2. Trixie Belden auf der richtigen Spur
3. Trixie Belden löst das Rätsel
4. Trixie Belden entlarvt den falschen Onkel
5. Trixie Belden und das Geheimnis im Wald
6. Trixie Belden und das Geheimnis in Arizona
7. Trixie Belden rettet den Geheimklub
8. Trixie Belden hat sich geirrt
9. Trixie Belden verfolgt die Schafdiebe
10. Trixie Belden sucht den weißen Geisterfisch

Die Hörspiele wurden von 1978 bis 1982 mit bekannten Sprechern wie Jürgen Thormann (Erzähler), Susanne Wulkow (Trixie Belden), Oliver Rohrbeck (Martin) und anderen unter der Regie von Heikedine Körting produziert. Nach der zehnten Folge wurde die Serie eingestellt.
1987/88 wurde die Serie erneut von Schneider Ton, der Audiosparte des Franz Schneider Verlags, unter der Regie von Helga Trümper und mit neuem Sprecher-Ensemble vertont. Trixie Belden wurde in den ersten drei Folgen von Inga Nickolai und in den folgenden von der Schauspielerin Inez Günther gesprochen, die Rolle des Erzählers übernahm Christian Quadflieg. Sieben Folgen wurden veröffentlicht, deren Erfolg jedoch hinter dem der Europa-Produktionen zurückblieb.
Folgenübersicht Schneider Ton:
1. Trixie Belden und das Geheimnis des Landhauses
2. Trixie Belden auf der richtigen Spur
3. Trixie Belden löst das Rätsel
4. Trixie Belden entlarvt den falschen Onkel
5. Trixie Belden verfolgt die Schafdiebe
6. Trixie Belden sucht den weißen Geisterfisch
7. Trixie Belden entdeckt das Haus im Moor

Somit liegen Hörspieladaptionen für insgesamt elf Trixie-Belden-Abenteuer vor, die meisten davon in zwei Versionen.